# Joel Silver
Joel Silver (ur. 14 lipca 1952 w  South Orange w stanie New Jersey) – amerykański producent filmowy.

## Wybrana filmografia
- 1980: Xanadu
- 1987: Zabójcza broń
- 1989: Zabójcza broń 2
- 1991: Ostatni skaut
- 1992: Zabójcza broń 3
- 2003: Matrix Rewolucje
- 2009: Ninja zabójca
- 2013: Wyścig po życie

## Wyróżnienia
Posiada swoją gwiazdę na Hollywoodzkiej Alei Gwiazd.